# Mokhomba
Mokhomba è un villaggio del Botswana situato nel distretto Meridionale, sottodistretto di Ngwaketse. Il villaggio, secondo il censimento del 2011, conta 959 abitanti.

## Località
Nel territorio del villaggio sono presenti le seguenti 5 località:
- Mmananogane,
- Mokhomma Cattle Post di 29 abitanti,
- Molebalo di 63 abitanti,
- Ramaretlwa di 32 abitanti,
- Tale di 11 abitanti